# Rebelión de Barlovento
La rebelión de Barlovento fue una sublevación de esclavos ocurrida a mediados de 1812, durante las fases finales de la Primera República de Venezuela. El movimiento fue violento y tuvo un carácter monárquico, acabando con la victoria de Domingo de Monteverde.

## Antecedentes
El 3 de mayo de 1812, el capitán de fragata Domingo de Monteverde entraba en Valencia y poco después derrotaba un ataque republicano que buscaba recuperarla. El gobierno de la Primera República de Venezuela estaba en crisis y el generalísimo Francisco de Miranda en La Victoria declaró la Ley Marcial el 19 de junio, ordenando que todo hombre libre de 15 a 55 años debía tomar las armas para defender Caracas. Posteriormente, dos días más tarde, sucedió el Acto sobre la conscripción de los esclavos, «La Cámara de representantes del Estado soberano de Caracas ha resuelto que se proceda á la conscripción de mil esclavos, que comprará el Estado, pagándolos cuando fuese posible»; también se decidía ofrecerles la manumisión después de cuatro años de servicio (o antes si destacaban). Según se dice, unos 2.000 negros fueron reunidos en La Victoria, pero varios lograron escapar para evitar luchar.

## Rebelión
La reacción fue inmediata. El 24 de junio estalló una rebelión servil promovida por los realistas en los valles del sudeste de Caracas en nombre del rey Fernando VII de España. Fueron instigados por los hacendados peninsulares Isidoro Quintero, Manuel Elzaburu y Gaspar González y los criollos realistas Ignacio Galarraga y José de las Llamozas.
Miguel José Sanz menciona que se vieron involucrados los esclavos de los valles de Curiepe, Capaya, Tacarigua, Mamporal, Guapo, Riochico, Panaquire, Tapipa y Caucagua. Según él, eran 4000 a 5000, incluyendo hombres, ancianos, mujeres y niños, «de los cuales habrá 500, 600 ó 1,000 de armas, y que con la gente libre que puede juntarse, habrá cuando más un tropel de 2,000 sin disciplina». En otro documento, Sanz afirmaba «de los cuales habrá 500 á 700 de armas: y gente libre de armas no puede llegar á mil; de manera que sin contar con los que pueden agregarse, es difícil se junten 2,000 hombres entre libres y esclavos en una dispersión considerable». Consideraba que estaba muy dispersos para ser una amenaza real y aunque Curiepe podía volverse su centro de operaciones, la geografía les impedía actuar unidos y concentrarse en un valle. Afirmaba que lo importante era impedir que recibieran auxilios por mar, pues tenían pocas armas, salvo viejas escopetas de diversos calibres y «en todos los valles apenas habrá 2,000 hombres de armas: que los valles no pueden socorrerse mútuamente con facilidad».
El oficial realista Manuel Bonalde señala que fueron 3000 los esclavos alzados en armas en Capaya, Curiepe, Guapo y otros pueblos. El francés radicado en Venezuela desde 1810, Luis Delpech, señala que «más de 4.000 negros conducidos por Llamosas y los curas, se levantaron en los valles del Tuy».
En un principio, dirigidos por un oficial español, capitán de milicias Gaspar González, los negros y mulatos rápidamente empezaron a masacrar a todo blanco que encontraban y cometer todo tipo de violencia hasta que los mismos hacendados que los alzaron huyeron de la zona. Mataban sin distinguir a patriotas y realistas.
Finalmente, el 1 de julio, el gobernador militar de Caracas, coronel Juan Pablo Ayala Soriano, ordenó que Sanz fuese enviado con un piquete de hombres armados a cargo del comandante Lino de Clemente. Sanz tenía haciendas y conocimiento de la zona, pero sólo llegó a Guatire, donde le robaron el caballo. Los rebeldes avanzaron hacia Caracas y tomaron Caucagua y Guatire, forzando el 2 de julio al gobierno caraqueño a discutir una propuesta para declarar la abolición de la esclavitud con el objetivo de calmar la situación y ganarse el apoyo de los negros, pero fue rechazada. También se pidieron hombres a Miranda, pero aquel pudo enviar muy pocos porque estaba ocupado luchando en La Victoria. Para empeorar la situación, los prisioneros realistas en Puerto Cabello se amotinaron y tomaron el castillo San Felipe, quitándole a la República su principal almacén de armas. El 28 de julio, el coronel Casas hizo embarcar media compañía de infantería a las órdenes del comandante Miguel Carabaño y los subalternos Francisco Ribas y José de Austria para contener a los esclavos que se aproximaban por la costa a Naiguatá. Tal maniobra fui inútil por los eventos posteriores.

## Consecuencias
Atemorizado por la violencia, el arzobispo de Caracas, Narciso Coll y Prat, quien había animado en secreto la revuelta, envió al cura de Antímano, doctor Pedro de Echezuría y Echevarría, a negociar con la vanguardia de los negros en Guarenas. También le escribió a Monteverde para que apresurara su marcha a la capital. Logró contener a los rebeldes hasta que Monteverde entró en Caracas con su ejército durante la noche del 30 de julio. Esto calmó la situación y se restableció el orden. Sin embargo, grupos de cimarrones (esclavos fugitivos) huyeron a los montes y formaron cumbes (pueblos), sumándose a los llaneros del coronel Francisco Rosete cuando invadió los valles del Tuy.